# Центр восточной медицины Часэн
Центр восточной медицины Часэн (Jaseng Hospital of Oriental Medicine, 자생한방병원) — самый крупный медицинский центр в Корее , специализирующийся на безоперационном лечении заболеваний позвоночника и суставов. Министерство здравоохранения Республики Корея признало центр Часэн ведущим медицинским учреждением, специализирующимся на лечении позвоночника методами восточной медицины, а также центром «Тура здоровья» Институтом развития индустрии здравоохранения Кореи (KHIDI).
Специалисты центра Часэн имеют большой опыт безоперационного лечения таких заболеваний позвоночника и суставов, как межпозвоночная грыжа, дегенеративные заболевания межпозвоночных дисков (остеохондроз позвоночника), стеноз позвоночного канала и т. д. В 2006 году открылась Международная клиника Часэн, возглавляемая Раймундом Ройером, доктором восточной медицины, который является единственным практикующим европейским врачом восточной медицины в Корее. Координаторы международной клиники владеют русским, английским и японским языками. Ежегодно в центре Часэн проходят лечение более 600 тысяч людей, в том числе большое количество иностранных пациентов.
Острые, хронические боли, а также различные виды заболеваний позвоночника и суставов лечатся при помощи сочетания таких нетрадиционных методик, как мануальная терапия чхуна, акупунктура и прижигание, а также физиотерапия и «лечение движением». В главной клинике работает четыре специализированных центра: Центр лечения позвоночника, Центр лечения костей и суставов, Центр лечения височно-нижнечелюстного сустава и Центр здоровья. В диагностическом центре Часэн используется и современное оборудование: МРТ, компьютерная томография, рентгеноскопия, ультразвуковое исследование, аппарат для оценки плотности костной ткани.
Центр восточной медицины Часэн сотрудничает с Национальной организацией туризма Кореи, Институтом развития индустрии здравоохранения Кореи и Советом по внедрению корейской медицины за рубежом, и принимает активное участие во многих международных проектах, связанных с медицинским туризмом: выставки, конференции и форумы.

## История
Клинику основал в 1990 году Син Джунсик ((кор. 신준식)), доктор восточной медицины. Исследовательский институт биотехнологий был основан в 1998—1999 годах, после чего клиника была переименована в Центр восточной медицины Часэн. Центр Часэн был отмечен как центр «Тура здоровья» Институтом развития индустрии здравоохранения Кореи (KHIDI).
В 2001 году в ходе совместных исследований специалистов из клиники Часэн и Исследовательского института натуральных продуктов при Сеульском национальном университете было открыто новое вещество синбарометин, которое является эффективным при снятии воспаления и способствует восстановлению костей и нервов. Вещество синбарометин было запатентовано центром Часэн в Южной Корее и США. Green Cross R&D в настоящее время занимается разработкой синбарометина в качестве натурального фармацевтического препарата, для того, чтобы вывести его на мировой рынок. Медицинский факультет Калифорнийского университета в Ирвайне в 2002 году включил корейскую терапию чхуна в учебный план.
В 2006 году открылась Международная клиника центра Часэн. Международная клиника возглавляется Раймундом Ройером, доктором восточной медицины из Австрии. Прием в клинике проводится на монгольском, английском, немецком, японском и китайском языках. Координаторы центра владеют русским, монгольским, английским и японским языками, интернет-страница центра Часэн также переведена на эти языки.
В 2007 и 2008 году специалисты центра Часэн побывали с волонтерской миссией в Узбекистане, Восточном Тиморе, Уганде и Монголии. С 2008 года Часэн сотрудничает с Египетским университетом Аль-Азхар, Калифорнийским университетом в Ирвайне.

## Расположение
Главный комплекс расположен на Каннамгу, Сеул. Имеются филиалы в Пундане, Моктоне, Ильсане, Пучхоне, Ёнгдынбо, Сувоне, Тэгу, Новоне, а также в Фуллертоне (штат Калифорния, США).

## Исследовательская деятельность
Часэн совместно с международными медицинскими учреждениями и институтами проводит исследования, пытающиеся научно подтвердить эффективность восточной медицины. Результаты исследований представляются на международных медицинских форумах и конгрессах и печатаются в медицинских изданиях.

## Награды
- 2008 Награда Korea Health Industry Awards в области восточной медицины[10]
- 2007 Награда Korea’s Best Leadership фонда Дейла Карнеги[11]